# Maderothrips longisetis
Maderothrips longisetis är en insektsart som först beskrevs av Bagnall 1910.  Maderothrips longisetis ingår i släktet Maderothrips, och familjen rörtripsar. Arten är reproducerande i Sverige.